# كأس ملك إسبانيا 1917
كأس ملك إسبانيا 1917 (بالإسبانية: Copa del Rey de Fútbol 1917) هو الموسم 17 من كأس ملك إسبانيا. أشرف على تنظيمه الاتحاد الملكي الإسباني لكرة القدم، وكان عدد الأندية المشاركة فيه 6، وفاز فيه ريال مدريد.